# Inmigración venezolana en Colombia
La inmigración de venezolanos en Colombia es un fenómeno que existe desde tiempos coloniales y que se ha intensificado en la década de 2010 debido al estallido de la crisis económica en Venezuela.
Según el Censo de 2018, cerca del 87% de la población extranjera en Colombia es de origen venezolano.
Se estima que actualmente hay alrededor de tres millones de venezolanos viviendo en Colombia, convirtiendo al país en el mayor receptor de migrantes venezolanos en el mundo.

## Contexto histórico

Situación y divisiones administrativas de Colombia y Venezuela

La frontera entre Colombia y Venezuela fue establecida en el siglo XVIII, siendo desde entonces una de las fronteras más dinámicas de América Latina.
En la segunda mitad del siglo XX, el bonanza petrolera y el conflicto armado interno, provocaron que más de 1 millón 300 mil colombianos migraran hacia Venezuela.

En contraste, la migración de venezolanos a Colombia no fue tan frecuente. En el censo de 1964 solo se registraron 16 224 venezolanos residiendo en Colombia, cifra que alcanzó los 43 285 individuos en el Censo de 1993.
La presencia de venezolanos en Colombia empezó a crecer desde 2002-2003, cuando cerca de 18 mil trabajadores de la estatal PDVSA fueron despedidos por el entonces presidente Hugo Chávez, siendo incorporados al sector petrolero colombiano. Una segunda ola migratoria se produjo a partir de 2010, con la llegada de empresarios y personas de clase media que huían las políticas de expropiación y de la devaluación del bolívar.
Entre principios de 2017 y mediados de 2018, más de un millón de venezolanos entraron en Colombia, provocando la mayor crisis migratoria en la historia del país.
Entre las causas de esta tercera ola migratoria se encuentran la inestabilidad política, la escasez de productos básicos y la hiperinflación.
A partir de 2017, los gobiernos de Estados Unidos y la Unión Europea han enviado más de 50 millones de dólares en ayudas para que el Gobierno de Colombia sea capaz de hacer frente a la crisis.
No obstante, se estima que para mediados de 2018 Colombia debía gastar al menos 800 millones de dólares para atender la crisis migratoria (un 0,26% del PIB) y que para mediados de 2019 el costo fiscal de la migración había alcanzado entre un 0,3% y un 0,6% del PIB.

## Población histórica
| Inmigración histórica de venezolanos en Colombia | Inmigración histórica de venezolanos en Colombia |
| Año                                              | Residentes venezolanos                           |
| ------------------------------------------------ | ------------------------------------------------ |
| 1964                                             | 16 224                                           |
| 1993                                             | 43 285                                           |
| 2005                                             | 37 350                                           |
| 2014                                             | 23 375                                           |
| 2015                                             | 31 471                                           |
| 2016                                             | 53 747                                           |
| 2017                                             | 403 702                                          |
| 2018                                             | 1 174 743                                        |
| 2019                                             | 1 771 237                                        |
| 2020                                             | 1 729 537                                        |
| 2021                                             | 1 842 390                                        |
| 2022                                             | 2 896 748                                        |
| 2023                                             | 2 864 796                                        |
| 2024 (febrero)                                   | 2 827 598                                        |

## Población actual y proyecciones
Según las estimaciones de Migración Colombia, y debido a la magnitud de la crisis en Venezuela, se piensa que a finales de 2019 el número real de venezolanos en Colombia puede estar entre 1 800 000 y 3 500 000.
El Gobierno colombiano consideró que si la situación de Venezuela empeoraba, hasta 4 millones de migrantes pudieron llegar al país en 2021, representando un gasto presupuestal de 26 billones de pesos (unos 8 800 millones de dólares).
De enero a octubre de 2021, el 9,5% de los nacimientos en Colombia fueron de madres venezolanas. 
A continuación se muestra la población venezolana por departamento, de acuerdo al reporte de febrero de 2024.
| Departamento             | Venezolanos | % de la población total |
| ------------------------ | ----------- | ----------------------- |
| Amazonas                 | 1 694       | 1,96                    |
| Antioquia                | 393 392     | 5,7                     |
| Arauca                   | 76 906      | 24,23                   |
| Atlántico                | 205 084     | 7,25                    |
| Bogotá, D. C.            | 602 896     | 7,6                     |
| Bolívar                  | 94 076      | 4,15                    |
| Boyacá                   | 38 559      | 2,94                    |
| Caldas                   | 19 135      | 1,83                    |
| Caquetá                  | 1 405       | 0,33                    |
| Casanare                 | 26 224      | 5,52                    |
| Cauca                    | 24 528      | 1,56                    |
| Cesar                    | 70 163      | 5,03                    |
| Chocó                    | 3 565       | 0,59                    |
| Córdoba                  | 19 268      | 1                       |
| Cundinamarca             | 149 740     | 4,21                    |
| Guainía                  | 6 800       | 11,74                   |
| Guaviare                 | 1 888       | 1,88                    |
| Huila                    | 12 743      | 1,06                    |
| La Guajira               | 162 389     | 15,36                   |
| Magdalena                | 82 590      | 5,46                    |
| Meta                     | 38 599      | 3,37                    |
| Nariño                   | 42 481      | 2,48                    |
| Norte de Santander       | 336 291     | 19,67                   |
| Putumayo                 | 11 595      | 2,98                    |
| Quindío                  | 21 700      | 3,83                    |
| Risaralda                | 43 940      | 4,51                    |
| San Andrés y Providencia | 1 443       | 2,32                    |
| Santander                | 116 630     | 4,91                    |
| Sucre                    | 17 093      | 1,7                     |
| Tolima                   | 23 242      | 1,68                    |
| Valle del Cauca          | 200 082     | 4,31                    |
| Vaupés                   | 13          | 0,03                    |
| Vichada                  | 11 374      | 9,06                    |
| Colombia                 | 2 857 528   | 5,42                    |

Quince municipios concentraban casi dos tercios de la población venezolana:
| Municipio           | Departamento       | Venezolanos |
| ------------------- | ------------------ | ----------- |
| Bogotá              | Bogotá, D. C.      | 602 806     |
| Medellín            | Antioquia          | 240 678     |
| Cúcuta              | Norte de Santander | 218 836     |
| Barranquilla        | Atlántico          | 141 656     |
| Cali                | Valle del Cauca    | 130 678     |
| Cartagena de Indias | Bolívar            | 69 964      |
| Maicao              | La Guajira         | 68 866      |
| Bucaramanga         | Santander          | 60 029      |
| Santa Marta         | Magdalena          | 59 533      |
| Arauca              | Arauca             | 48 438      |
| Soacha              | Cundinamarca       | 47 754      |
| Riohacha            | La Guajira         | 47 511      |
| Valledupar          | Cesar              | 38 511      |
| Villa del Rosario   | Norte de Santander | 38 098      |
| Bello               | Antioquia          | 33 801      |
| Otros municipios    | -                  | 1 044 080   |